# Tour de Grande-Bretagne 2010
Le Tour de Grande-Bretagne 2010 est la septième édition du Tour de Grande-Bretagne dans sa nouvelle formule, et la 71e édition toutes formules confondues. Il figure au calendrier de l'UCI Europe Tour 2010 en catégorie 2.1 et comprend huit étapes. Il s'est déroulé du 11 au 18 septembre. Le départ de cette édition 2010 est donné à Rochdale pour rallier Londres une semaine plus tard.

## Classement général
|    | Coureur           | Pays             | Équipe             | Temps               |
| -- | ----------------- | ---------------- | ------------------ | ------------------- |
| 1  | Michael Albasini  | Suisse           | Team HTC-Columbia  | en 29 h 23 min 47 s |
| 2  | Borut Božič       | Slovénie         | Vacansoleil        | + 1 min 05 s        |
| 3  | Gregory Henderson | Nouvelle-Zélande | Team Sky           | 1 min 10 s          |
| 4  | Richie Porte      | Australie        | Team Saxo Bank     | 1 min 13 s          |
| 5  | Johnny Hoogerland | Pays-Bas         | Vacansoleil        | 1 min 32 s          |
| 6  | Patrik Sinkewitz  | Allemagne        | ISD-Neri           | 2 min 12 s          |
| 7  | Christian Meier   | Canada           | Garmin-Transitions | 2 min 30 s          |
| 8  | Rob Partridge     | Royaume-Uni      | Endura Racing      | 2 min 32 s          |
| 9  | Koen de Kort      | Pays-Bas         | Skil-Shimano       | 2 min 35 s          |
| 10 | Marco Frapporti   | Italie           | Colnago-CSF Inox   | 3 min 31 s          |

## Évolution des classements
| Étape            | Vainqueur         | Classement général General Classification | Classement sprinteurs Sprinters Jersey | Classement de la montagne Red Jersey | Classement par points Points Jersey | Classement par équipes Team Classification |
| ---------------- | ----------------- | ----------------------------------------- | -------------------------------------- | ------------------------------------ | ----------------------------------- | ------------------------------------------ |
| 1                | André Greipel     | André Greipel                             | Richie Porte                           | Wout Poels                           | André Greipel                       | Colnago-CSF Inox                           |
| 2                | Gregory Henderson | Gregory Henderson                         | Richie Porte                           | Richie Porte                         | Gregory Henderson                   | Vacansoleil                                |
| 3                | Michael Albasini  | Michael Albasini                          | Richie Porte                           | Richie Porte                         | Gregory Henderson                   | Vacansoleil                                |
| 4                | Wout Poels        | Michael Albasini                          | Richie Porte                           | Johnny Hoogerland                    | Michael Albasini                    | Vacansoleil                                |
| 5                | Marco Frapporti   | Michael Albasini                          | Michał Gołaś                           | Johnny Hoogerland                    | Michael Albasini                    | Vacansoleil                                |
| 6                | André Greipel     | Michael Albasini                          | Michał Gołaś                           | Johnny Hoogerland                    | Gregory Henderson                   | Vacansoleil                                |
| 7                | Borut Božič       | Michael Albasini                          | Michał Gołaś                           | Johnny Hoogerland                    | Gregory Henderson                   | Vacansoleil                                |
| 8                | André Greipel     | Michael Albasini                          | Michał Gołaś                           | Johnny Hoogerland                    | Gregory Henderson                   | Vacansoleil                                |
| Classement final | Classement final  | Michael Albasini                          | Michał Gołaś                           | Johnny Hoogerland                    | Gregory Henderson                   | Vacansoleil                                |